# Киргизская автономная область
Киргизская автономная область (аббревиатура — КАО), до 25 мая 1925 года — Кара-Киргизская (Каракиргизская) автономная область (аббревиатура — ККАО) — административно-территориальная единица в составе РСФСР, ставшая первоначальной формой национальной государственности киргизского народа в рамках Советского Союза. В современном Кыргызстане принято считать, что первой киргизской государственностью было существовавшее ещё до возникновения на Тянь-Шане этноса современных киргизов раннесредневековое государство енисейских кыргызов (на территории Южной Сибири и Монголии), которое было уничтожено в результате монгольского завоевания. 1 февраля 1926 года была преобразована в Киргизскую Автономную Социалистическую Советскую Республику. Ныне — Кыргызстан.

## История

### Предпосылки образования автономной области

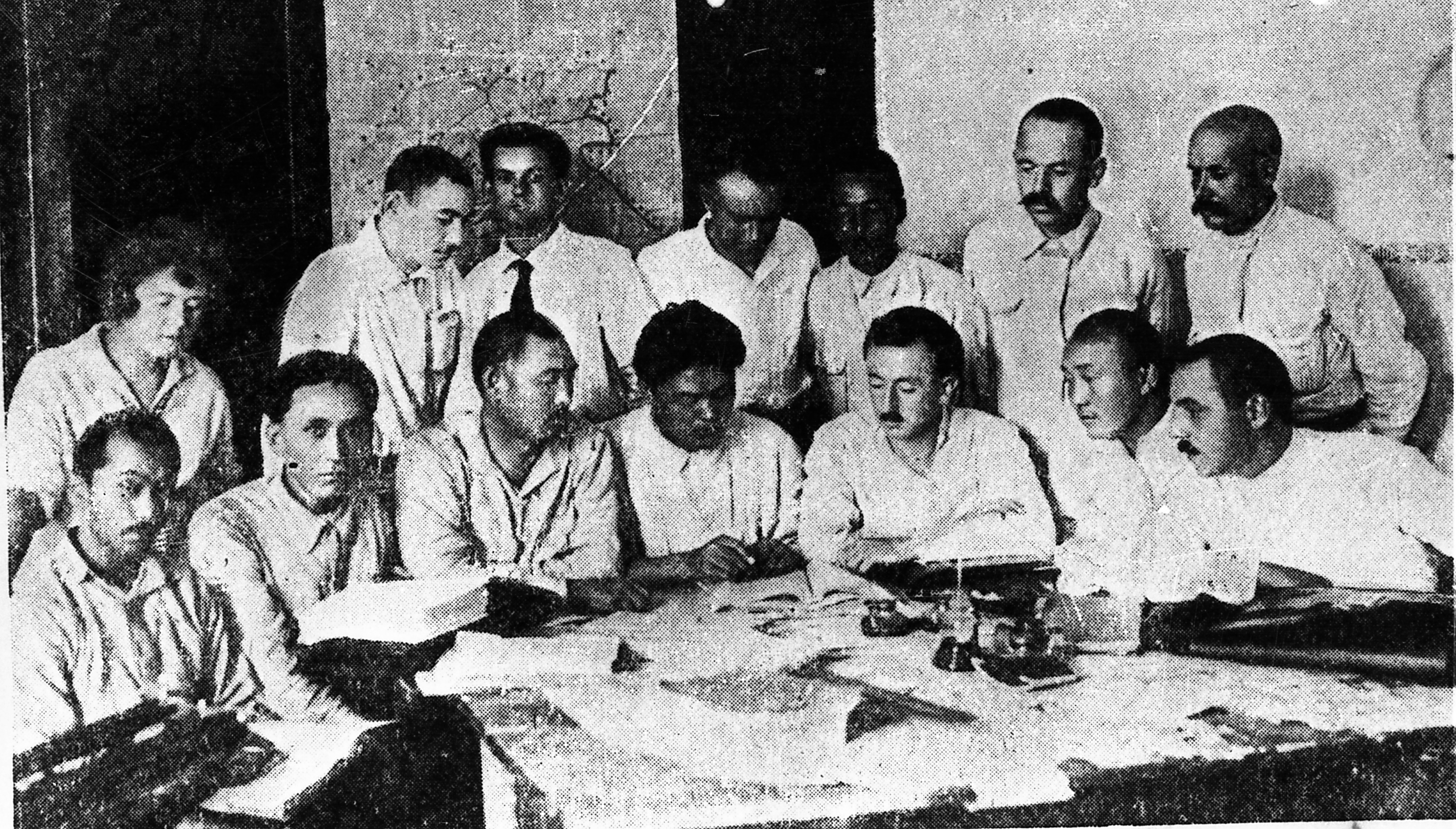
Заседание членов бюро комиссии по национально-государственному размежеванию Средней Азии

Вопрос о национально-территориальном размежевании Средней Азии начал подниматься в партийных и советских организациях Туркестанской Автономной Социалистической Советской Республики в 1920 году, а сама задача создания самостоятельной автономии киргизов в составе Туркестанской АССР обсуждалась с 1921 года. Осуществить размежевание Средней Азии в рамках только Туркестанской АССР было, по мнению властей, невозможно: Бухарская и Хорезмская народные республики социалистическими не являлись. Хоть в 1920 году на территории этих республик была установлена советская власть, но до 1924 года были сильны националистические настроения, велась борьба с басмачеством. Вышеперечисленные республики Средней Азии являлись многонациональными, при этом киргизы занимали в Туркестанской АССР территорию Каракольского, Пишпекского, Нарынского уездов Семиреченской области, части Аулие-Атинского уезда Сырдарьинской области и некоторые районы Ферганской области (Ошский уезд, Джалал-Абадская волость Андижанского уезда). С помощью национального размежевания Средней Азии советская власть планировала решить задачу объединения узбекских, туркменских, киргизских, каракалпакских, казахских земель в соответствующие советские национальные государственные образования.
В марте 1922 года киргизская интеллигенция в лице Юсупа Абдрахманова, Ишеналы Арабаева, Абдыкерима Сыдыкова выдвинула предложение о выделении уездов с киргизским населением в Горную Киргизскую область. 25 марта 1922 года секретариат ЦК Компартии Туркестана принял решение об образовании области с таким названием в составе Туркестанской Республики, а на следующий день малый Президиум ЦИК Туркестанской АССР утвердил постановление о создании области в составе Пишпекского, Каракольского, Нарынского и горных районов Аулие-Атинского уездов с административным центром в кишлаке Кочкор. Вопрос относительно кыргызов, проживающих на юге, оставался открытым. После создания Горной Киргизской области начались разногласия между различными группировками националистического и родоплеменного толка. 4 июня 1922 года Семиреченский областной комитет коммунистической партии созвал в Пишпеке организационный съезд с участием 425 делегатов, но съезд был распущен по прямому указанию Сталина ещё до начала своей работы. Центральный Комитет РКП(б) в декабре 1922 года объявил незаконными все ранее принятые документы о создании Горной Киргизской области, а инициаторов созыва съезда обвинил в буржуазном национализме и контрреволюционной деятельности.
В январе 1924 года кыргызские делегаты XII съезда советов Туркестанской АССР обратились в ЦК РКП(б) и Совет национальностей ЦИК СССР с письмом о том, что руководящий аппарат партии и правительства Туркестана не знает и не учитывает особенности ещё одной национальности — кара-киргизов, общим количеством до одного миллиона человек. В том же письме они выдвинули несколько требований: «признать кара-киргизский народ самостоятельной нацией наравне с другими национальностями (узбеками, туркменами, таджиками, кайсак-киргизами)» и «учитывая отсутствие представителей кара-киргизских трудящихся в органах партийной и государственной власти Туркестана, ввести их в вышеназванные органы с учётом их социально-классовой принадлежности». Предложения о размежевании Туркестана, Бухары и Хорезма были рассмотрены Политбюро ЦК РКП(б) в предварительном порядке 5 апреля 1924 года. Решение вопроса было отложено на конец мая 1924 года. Среднеазиатское бюро ЦК РКП(б), в свою очередь, должно было подготовить и представить на рассмотрение членов политбюро свои соображения об образовании национальных республик Средней Азии, а также все необходимые материалы.
11 мая 1924 года VIII съезд Коммунистической партии Туркестана и Среднеазиатское бюро ЦК РКП(б) сочло необходимым образовать Узбекскую и Туркменскую республики на правах независимых советских социалистических республик и Кара-Киргизскую автономную область, оставив открытым вопрос о том, в состав какой республики войдёт Кара-Киргизская автономия. 2 июня 1924 года председатель Среднеазиатского бюро ЦК РКП(б) Р. И. Карклина отправил в ЦК РКП(б) докладную записку «О национальном размежевании республик Средней Азии», где он говорит о том, что «киргизские области и районы нынешнего Туркестана должны отойти к Киргизской Республике с обеспечением прав автономии кара-киргиз в пределах Кирреспублики». В соответствии с этой запиской предлагалось Ошский уезд с городом Ош, Джалал-Абадский уезд, Базар-Курганскую волость и горную часть Наманганского уезда, Пишпекский уезд по левому берегу Чу в низовьях реки, Каракольский уезд, Нарынский уезд, весь горный район Аулиеатинского уезда, Джаиловскую и Толкановскую области Меркенского района Аулиеатинского уезда включить в состав Кара-Киргизской автономной области. В той же записке было отражено и мнение кара-киргизов по этому поводу: «в случае, если не будет организована Среднеазиатская Федерация, считать целесообразным и необходимым вхождение Каракиргизской автономной области непосредственно в РСФСР с экономическим сотрудничеством со Среднеазиатскими республиками через Среднеазиатский экономический совет. Право окончательного решения вхождения в ту или иную республику каракиргизской области оставить за первым автономным областным съездов советов каракиргиз…».

### Образование автономной области

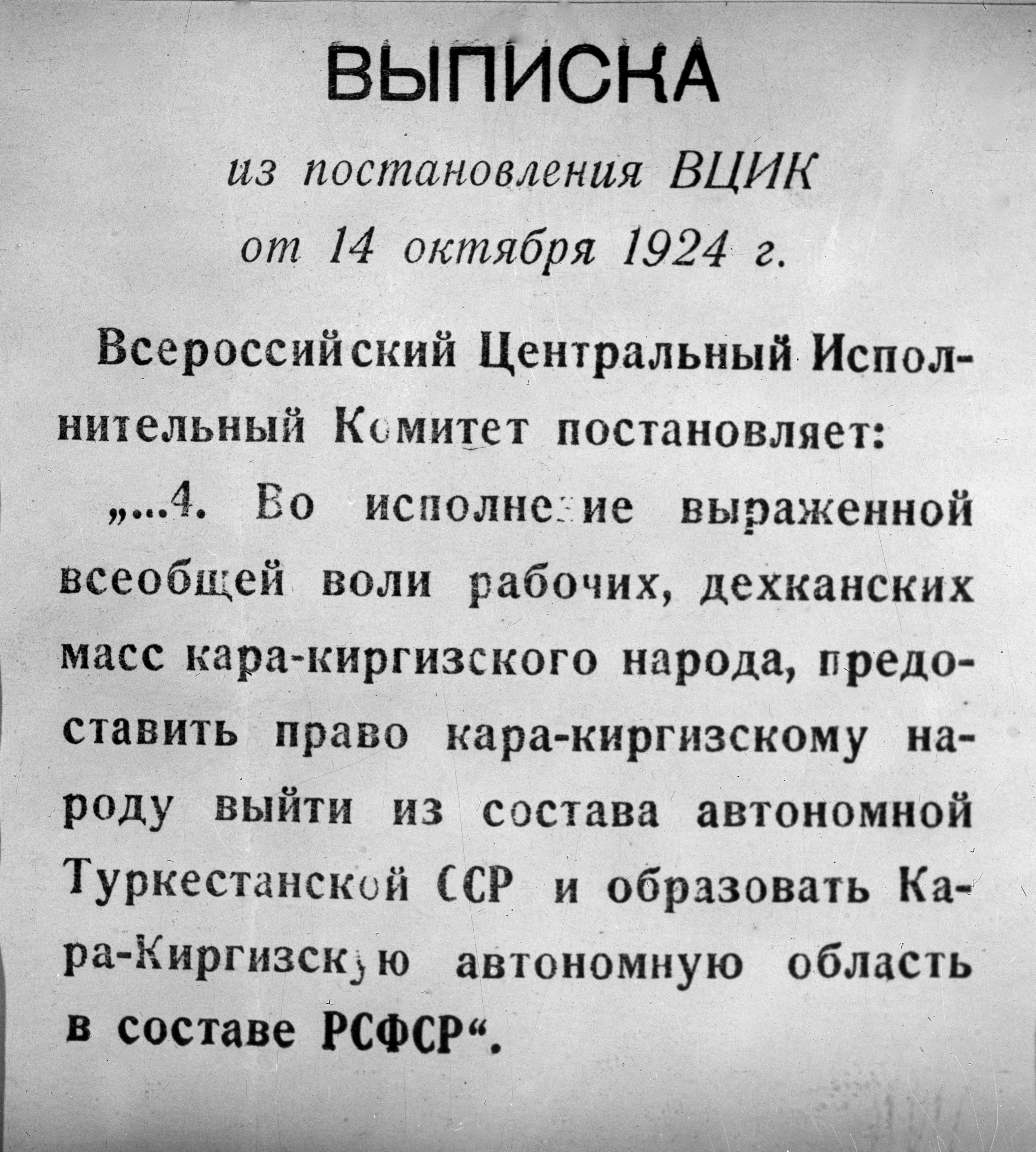
Выписка из Постановления ВЦИК от 14-октября 1924 года об образовании Кара-Киргизской автономной области в составе РСФСР

4 июня 1924 года Оргбюро ЦК РКП(б) приняло постановление «О национальном размежевании среднеазиатских республик», где было указано:

I. Ввиду ясно выраженной воли центральных комитетов компартий Бухары и Туркестана, а также ответственных работников Хорезма, Политбюро ЦК РКП постановляет:
…
3) Выделить автономную область каракиргиз с непосредственным вхождением в РСФСР
— Постановление Оргбюро ЦК РКП(б) «О национальном размежевании среднеазиатских республик»
Постановление было подтверждено Политбюро ЦК РКП(б) 12 июня 1924 года. Заместитель заведующего Организационно-распределительным отделом ЦК РКП(б) В. Ф. Чёрный докладной запиской в Оргбюро ЦК РКП(б) не позднее 13 октября 1924 года сообщал следующее: «Территориальное размежевание проходит, в общем, сравнительно нормально и достаточно интенсивно. Установление границ происходит на основе переговоров и соглашений между национальными комиссиями. Ещё не установленными являются: …граница между Каракиргизской областью и Узбекистаном, где каракиргизы хотят получить район Джалалабада с преобладающим узбекским населением, с целью при помощи старой железнодорожной линии иметь тесную связь со среднеазиатским центром… В качестве центров будущей Каракиргизской области фигурируют два города — Пишпек и Джалалабад», также сообщалось о том, что управление национальным временным бюро в автономной области ведётся — Юсупом Абдрахмановым, Токбаевым, Худайкуловым, Айдарбековым (от джетысуйских кыргыз), Сулембаевым (от ферганских кыргыз) и Липатовым.
Вторая сессия Всероссийского центрального исполнительного комитета XI созыва (ВЦИК) 14 октября 1924 года, а затем сессия Центрального исполнительного комитета СССР (ЦИК СССР) окончательно приняли решение о проведении национально-территориального размежевания Средней Азии путём принятия постановления «О реорганизации Туркестанской автономной советской социалистической республики на отдельные автономные единицы» и этим самым дали киргизскому народу возможность выделиться в самостоятельную область с вхождением её в РСФСР:

4. Во исполнение выраженной всеобщей воли рабочих и дехканских масс кара-киргизского народа предоставить право каракиргизскому народу выйти из состава Туркестанской автономной ССР и образовать Кара-Киргизскую автономную область в составе РСФСР— Постановление II сессии ВЦИК XI созыва «О реорганизации Туркестанской автономной советской социалистической республики на отдельные автономные единицы»

### Автономная область после размежевания
21 октября 1924 года президиум ВЦИК утвердил для управления Кара-Киргизской автономной областью Революционный комитет в составе 17 человек: Иманалы Айдарбеков, М. Каменский, Ю. Абдрахманов, П. Покровский, Янгулатов, С. Малышев, Тойчинов, Зульфибаев, Худайкулов, Расулев, Асылбеков, Джанышев, Батбаев, Чонбашев, Сарыбаев, И. Арабаев, Квитко.
Революционный комитет Кара-Киргизской Автономной области приступил к работе 12 ноября 1924 года, избрав президиум в составе:
- Председатель — Иманалы Айдарбеков;
- Заместители председателя — Зильфибаев, Янгулатов;
- Секретарь — С. Малышев;
- а также Абдрахманов, Худайкулов и Покровский[22].

1 февраля 1924 года город Пишпек становится столицей Кара-Киргизской АО (12 мая 1926 года он получает новое название — Фрунзе, которое использовалось вплоть до 1991 г., когда город переименовали в Бишкек). 25 мая 1925 года постановлением ВЦИК РСФСР Кара-Киргизская автономная область была переименована в Киргизскую автономную область, тем самым восстанавливалось историческое название народа — кыргызы.
2 января 1925 года Мургабский район была передана из Киргизской Автономной Области новосозданной Таджикской АССР. По сей день на территории Мургабского района живут киргизы, и составляют большинство населения.
Учредительный съезд Советов Кара-Киргизской автономной области 27 марта 1925 года официально оформил образование Кара-Киргизской автономной области, одновременно с этим съезд признал необходимым преобразовать Киргизскую автономную область в Киргизскую Автономную Советскую Социалистическую Республику и поручил облисполкому возбудить об этом ходатайство перед ВЦИК. 6 декабря 1925 года президиум облисполкома подал ходатайство во ВЦИК. Президиум ВЦИК 1 февраля 1926 года постановил преобразовать Киргизскую автономную область в Киргизскую АССР.18 ноября 1926 года III сессия ВЦИК XII созыва, а затем 15 апреля 1927 года XIII Всероссийский съезд Советов на основании ходатайства областного исполнительного комитета Киргизской автономной области принимают постановление «О преобразовании Киргизской автономной области в Киргизскую Автономную Республику» в составе РСФСР.
Суверенитет Киргизской автономной области, представляя собой одну из форм советской автономии, был ограничен. Он стал более высок в период после возникновения Киргизской АССР: начиная с 1 февраля 1926 года и до 5 декабря 1936 года.

## Административно-территориальное деление

Административно-территориальное деление Киргизской автономной области на 1925 год

Кара-Киргизская автономная область РСФСР была образована из частей Семиреченской и Сырдарьинской областей Туркестана. Из Семиреченской области в состав области вошли Каракольский, Пишпекский и Нарынский уезды; из Сырдарьинской — четырнадцать волостей Аулиеатинского уезда; из Ферганской области — десять волостей Андижанского, десять волостей Наманганского, пять волостей Ферганского, две волости Кокандского уездов и Ошский уезд полностью. В результате она объединяла 75 волостей, 6 городов, 727 аулов, 321 селение и 5 хуторов. Изначально существующее административное деление было произведено наспех, без учёта национальных и экономических признаков, но с учётом в некоторых местах признаков родовых. Деление это не соответствовало национальной политике советской власти и экономическому тяготению районов, что вызвало необходимость проведения нового районирования в области.
11 ноября 1924 года на первом пленуме Кара-Киргизского оргбюро РКП(б) был рассмотрен вопрос об административном устройстве автономной области. Пленум принял постановление о роспуске уездных комитетов партии и исполкомов, существующих по старому административному делению, и организации двух окружных комитетов партии и ревкомов. В период образования Кара-Киргизской автономной области планировалось создание двух округов: Пишпекского и Джалал-Абадского. Первый округ, по проекту, состоял из двенадцати, а второй — из девяти районных волостей. Однако после образования области планируемое двухокружное административное деление было отклонено. В связи с этим, 15 ноября 1924 года Президиум Революционного комитета Кара-Киргизской автономной области создал комиссию по районированию в составе: М. Каменский, В. Дублицкий, М. Янгулатов и др. для проработки вопроса о повышении эффективности административного управления.
Комиссия предложила областному ревкому создать новое трёхчленное административно-территориальное деление: область, округ, районная волость. Согласно выводам комиссии, область должна была состоять из четырёх округов — Пишпекский, Ошский, Джалал-Абадский и Каракол-Нарынский. К последнему округу были отнесены все волости бывшего Каракольского и Нарынского уездов, а также Горный район (Загорная волость) Пишпекского уезда. В Пишпекский округ включали все волости Пишпекского уезда (за исключением Загорной волости) и четырнадцать волостей бывшего Аулиеатинского уезда. К Джалал-Абадскому округу отнесли 19 волостей с последующим доведением их количества до 10. К Ошскому округу отнесли 20 волостей с последующим сокращением их количества до 13.
22 ноября 1924 года Президиум Революционного комитета на основе предложений учредил организационно-штатную комиссию для разработки штатов областных, окружных и районных учреждений Кара-Киргизской автономной области. 25 ноября 1924 года областной ревком, оперативно рассмотрев представленные материалы, соглашается с новым административным делением о введении четырёх окружной системы и утверждает штаты округов. 8 декабря 1924 года Президиум ревкома ККАО окончательно одобрил четырёх окружное деление с 75 волостями, а второй пленум областного ревкома 13 декабря 1924 года своим постановлением утверждает четырёхокружное деление области:
| Название округа          | Количество волостей | Административный центр | Население |
| ------------------------ | ------------------- | ---------------------- | --------- |
| Пишпекский округ         | 20 волостей         | г. Токмак              | 175 828   |
| Ошский округ             | 21 волостей         | г. Ош                  | 220 563   |
| Джаляль-Абадский округ   | 19 волостей         | г. Джаляль-Абад        | 179 162   |
| Караколь-Нарынский округ | 16 волостей         | г. Караколь (временно) | 156 667   |
| Всего:                   | 75 волостей         | 75 волостей            | 732 220   |

16 декабря 1924 года, по предложению секретаря обкома партии Каменского М., угорисполкомы, угоркомы РКП(б) Каракольского, Нарынского и Ошского уездов были распущены. Взамен угоркомов РКП(б) Пишпекского, Каракольского, Нарынского и Ошского уездов и окружных партбюро Пишпекского и Джалал-Абадского округов было назначено четыре окружных партбюро РКП(б). Одновременно с организацией партийных бюро, по рекомендации областного партийного бюро, были организованы окружные исполнительные органы власти. 17 декабря 1924 года областной ревком утверждает состав окружных ревкомов. В ноябре 1924 года Среднеазиатское бюро РКП(б) утвердило четырёхокружное деление области с временной столицей в г. Пишпек. После распоряжений Экономического бюро уполномоченного Совета труда и обороны в декабре 1924 года было произведено новое районирование:
Пишпекский округ
1) Беловодская, 2) Быстрореченская, 3) Уч-Курганская, 4) Урмаральская, 5) Толкановская, 6) Орловская, 7) Николайпольская, 8) Куркуреуская, 9) Кенкольская, 10) Каракольская, 11) Кара-Балтинская, 12) Дмитриевская, 13) Джаилевская, 14) Гродековская, 15) Баутерекская, 16) Александровская, 17) Токмакская, 18) Сукулукская, 19) Пригородная, 20) Лебединская волости.
Ошский округ
1) Чимионская, 2) Ляйлякская, 3) Нойгут-Кипчакская, 4) Яукесек-Бостонская, 5) Найманская, 6) Ичкиликская, 7) Ясинская, 8) Узгенская, 9) Ошская, 10) Ак-Джарская, 11) Кашгар-Кишлакская, 12) Турукская, 13) Акбуринская, 14) Куршабская, 15) Караташская, 16) Кипчагайская, 17) Гульчинская, 18) Алайская, 19) Наукатская, 20) Араванская, 21) Мургабская волости.
Джаляль-Абадский округ
1) Сусамырская, 2) Арымская, 3) Саруйская, 4) Кырк-Угулская, 5) Кизил-Джарская, 6) Чаткальская, 7) Кутулук-Саидская, 8) Баястанская, 9) Багышская, 10) Майлисайская, 11) Кенкол-Карагырский, 12) Каракул-сарысуйский, 13) Наукентская, 14) Массинская, 15) Базар-Курганская, 16) Аимская, 17) Чанкентская, 18) Кугартская, 19) Джалал-Абадская волости
Караколь-Нарынский округ
1) Шаркратминская, 2) Чоринская, 3) Чатыр-Тюбинская, 4) Учакинская, 5) Он-Арчинская, 6) Нарынская, 7) Иссенгуловская, 8) Загорная, 9) Чоктальская, 10) Тюпская, 11) Тургенская, 12) Тонская, 13) Курментинская, 14) Кунгей-Аксуйская, 15) Джетыогузская, 16) Барскаунская волости.
Также Экономическое бюро уполномоченного Совета труда и обороны постановило считать с. Аксу (Беловодск) центром Пишпекского округа, а центром Каракол-Нарынского округа временно был определён г. Каракол. С целью утверждения четырёхокружного деления в Москве областная комиссия по районированию собрала пакет документов: постановление Революционного комитета Кара-Киргизской автономной области от 8 декабря 1924 года, копию постановления Экономического бюро уполномоченного Совета труда и обороны об административном делении Кара-Киргизской автономной области от 23 декабря 1924 года и 10-верстную карту.
Административная комиссия при президиуме ВЦИК, изучив материалы, 25 апреля 1924 года принимает решение об утверждении г. Пишпек центром одноимённого округа, а г. Каракол — постоянным центром Каракол-Нарынского округа. 6 июня 1925 года Президиум ВЦИК, рассмотрев предложения административной комиссии, окончательно утверждает административно-территориальное деление Киргизской автономной области.
Киргизская автономная область занимала собой территорию в 195 740 км². Границами её являлись: на юго-востоке — Китайская республика на протяжении 820 километров, на юге — Таджикская АССР, на западе — Узбекская ССР и на севере — Казахская АССР.

### Административный центр
Первым административным центром области, согласно постановлению ревкома от 12 ноября 1924 года, временно стал город Ташкент. Позже среди претендентов на звание столицы области были названы несколько населенных пунктов: Джалал-Абад, Кочкорка, Пишпек, Беловодск и Ош. В результате, по настоянию секретаря Туркестанского ЦИК Ю. Абдрахманова, остановились на городе Джалал-Абаде. Областной ревком признал столицей области Джалал-Абад, а Ташкент должен был оставаться административным центром области лишь до постройки необходимых зданий и помещений для размещения областного ревкома, областного парткома, других учреждений и организаций Кара-Киргизской автономной области в Джалал-Абаде. В начале ноября областной ревком, располагаясь в Ташкенте, запросил у центра средства на строительство помещений для размещения областного аппарата в г. Джалал-Абад, но смету не утвердили. Областной ревком решил «до постройки необходимых помещений в Джалал-Абаде областные организации разместить в г. Ош». На первой партийной конференции Кара-Киргизской автономной области, проходившей 21-25 марта 1925 г., когда поднимался вопрос о переносе столицы в Джалал-Абад, секретарь ЦК РКП (б) М. Каменский заявил: «Сейчас нельзя говорить о переходе областного центра в Джалал-Абад. Этой возможности мы сейчас не имеем, товарищи „ферганцы“ должны согласиться с нами, что, пока не будет создан культурный центр, центр хозяйственной жизни, столицей Кара-Киргизской автономной области должен быть город Пишпек». В ноябре 1924 г. Среднеазиатское бюро РКП(б) утверждает временной столицей области г. Пишпек, а ревком области 25 ноября 1924 г. принимает решение о переводе областных административных учреждений в г. Пишпек.

## Высшие должностные лица
Национальному организационному бюро было поручено осуществить национально-территориальное размежевание в Средней Азии. Его председателем с сентября 1924 года по 14 октября 1924 года был Абдрахманов Ю.
После образования автономной области вся полнота власти принадлежала революционному комитету Кара-Киргизской автономной области. Ревком по своей сути являлся правительством и проводил работу по организации областных органов государственного управления (облплан, облфин, отдел местного хозяйства, управление земледелия, облсуд, облпрокуратура, облвнутдел, облсобес, облтруд, облоно, облздрав, облстатбюро, облРКИ). Председателем этой структуры с 12 ноября 1924 года по 27 марта 1925 года был Айдарбеков И.
Областной исполнительный комитет был образован в результате первого учредительного съезда Советов рабочих, дыйканских, батрацких и красноармейских депутатов Кара-Киргизской автономной области 27 марта 1925 года. Вся полнота власти от революционного комитета перешла к исполнительному, а Ревком ККАО был упразднён. Президиум исполнительного комитета образовал следующие органы государственного управления: отделы — финансовый, земельный, землеустройства, водного хозяйства, местного хозяйства, труда, народного образования, здравоохранения, национальностей, социального обеспечения, внутренней торговли, плановый, административный, статбюро, облРКИ; комиссии — детская, по делам устройства беженцев, по коренизации советского аппарата, по районированию. Облисполком Киргизской автономной области являлся постоянно действующим органом государственной власти между съездами Советов. Его председателем с 31 марта 1925 года по 7 марта 1927 года был Уразбеков А.

### Секретари временного областного бюро РКП(б)
Первые секретари:
- Каменский М. Д. — 18 ноября 1924 года — 23 марта 1925 года[41][42];
- Узюков Н. — 15 сентября 1925 года — 6 июня 1927 года[41];

Вторые секретари:
- второй секретарь: Жусуп Абдрахманов — 18 ноября 1924 — 23 марта 1925 гг.[41][42].

### Первые секретари Областного комитета ВКП(б) КАО
- Каменский М. Д. — 27 марта — 17 августа 1925 года;[42]
- Узюков Н. А. — 17 августа 1925 года — 1 февраля 1926 года.[42]

### Представители КАО при президиуме ЦИК РСФСР
Временные представители:
- Другов А. А. — ноябрь 1924 года — январь 1925 года[4];

Постоянные представители:
- Токбаев Т. — c января 1925 года до 1 февраля 1925 года[4].

## Население
Киргизская автономная область была преимущественно была заселена киргизами, хотя на территории проживали и другие национальности: русские, узбеки, казахи и другие. Первая оценка населения была проведена перед изданием постановления ВЦИК об образовании в составе РСФСР Кара-Киргизской автономной области и по состоянию на 14 октября 1924 года оценивала население следующим образом: 732 220 человек всего, из них на Пишпекский округ приходилось 175 828, на Ошский — 220 563, на Джалал-Абадский — 179 162, на Каракол-Нарынский — 156 667; по национальному признаку: киргизы — 63,5 %, русские — 16,8 %, узбеки — 15,4 %, казахи — 1,3 %, другие — 3,5 %.
Вторая оценка население Киргизской автономной области была проведена в 1927 году и оценивала его по состоянию на 1925-26 годы: 792 783 человек всего, из них на сельское население приходилось 719 590, а на городское — 73 193; по национальному признаку: киргизы — 63,3 %, русские — 17,2 %, узбеки — 15,3 %, другие — 4,3 %.

## География
Источники характеризовали Киргизскую автономную область, как горную. С севера область окружена хребтом Заилийского Алатау, далее на запад — Александровским хребтом, с западной части — юго-западными отрогами Тянь-Шаня. Высота над уровнем моря в этих районах составляет от 1000 до 6500 метров. Небольшую территорию занимают долины — Чуйская и юго-восточная часть Ферганской, а также предгорная полоса Александровского хребта. При этом Таласский Алатау и Александровский хребет отделяли Пишпекский округ от Джалал-Абадского и Каракольского, Ферганский хребет отделял южные округа области от Каракольского округа. Горные районы богаты полезными ископаемыми, имеются — каменный уголь, нефть, озокерит, железные, медные, свинцово-цинковые руды, серебро, золото, асбест, каменная соль, сурьма и огнеупорная глина. В предгорной полосе Александровского хребта, Таласского Алатау и в Чуйской долине почвы — пустынные светлозёмы, частью засолённые; в предгорных областях лежат полосы подгорных светлозёмов; в области лесной зоны почвы — слабо подзолистые, а ближе к вершинам гор — чернозёмы.
Крупнейшие реки области — Чу (берёт начало в южных склонах Александровского хребта), Нарын (берёт начало в ледниках центрального Тянь-Шаня и сливается с Карадарьёй), Талас (берёт начало в ледниках Таласского Алатау), Джергалан и Тюп (впадают в Иссык-Куль). Крупные озёра — Иссык-Куль, Сон-Куль, Чатыр-Куль, Кара-Куль.
Климат области — континентальный, с резкими колебаниями температуры, скудными осадками, малой влажностью и большой испаряемостью. В северной части климат степной, с годовым количеством осадков 220—540 мм, распределяемых равномерно. Средняя температура воздуха самого тёплого месяца +31 °C, а самого холодного — −6 °C. В горах Александровского хребта климат горный. Количество осадков выше 500 мм, выпадающих преимущественно в зимнее время. В восточной части области, в районе озера Иссык-куль климат морской, с количеством осадков около 500 мм. Средняя температура самого тёплого месяца +21 °C. Южнее озера Иссык-Куль — в Тянь-шаньском нагорье климат континентально-степной. Западная часть области, занятая частью Ферганской долины, имеет климат пустынно-степной с количеством осадков от 160 до 480 мм, выпадающих преимущественно в зимнее время. Средняя температура самого тёплого месяца +30 °C, самого холодного — −4 °C. Выше к северу и к югу от долины по склонам гор климат горных областей также с преобладанием зимних осадков в количестве выше 500 мм.

## Экономика
Для ликвидации последствий революции и гражданской войны были предприняты ряд мер по переходу к новой экономической политике. Были проведены земельно-водная реформа и реформа землеустройства. С 1924 года началась координация всей торговли на территории Кара-Киргизской автономной области. В 1925 году был учрежден отдел внутренней торговли. Также открывались государственные магазины в Пишпеке, Токмаке и Караколе. Для оптовой торговли в это же время была организована Пишпекская товарная биржа. Экономическую и инвестиционную помощь оказывали советские республики, прежде всего РСФСР.

### Сельское хозяйство
По состоянию на 1926 год первое место по удельному весу принадлежало фермерству, а второе — животноводству. Из посевных культур выращивались хлопок, сахарная свекла, опийный мак, клещевина, пшеница, ячмень, овёс, рожь, просо, кукуруза, рис, табак, лён, конопля, кунжут, подсолнух, картофель, дыни, арбузы, а также технические культуры. Животноводство было представлено разведением лошадей, крупного рогатого скота, овец, коз, свиней, верблюдов, а также ослов.

### Промышленность
В области велась активная добыча каменного угля в Нарынском и Кок-Янгакском месторождениях, а также на Кизыл-Кийских копях. Велась кустарная добыча нефти на Майли-Суу, имелись соляные копи — Джель Су, Чон Туз. Обрабатывающая промышленность характеризовалась незначительным количеством мелких предприятий — мельницы, пивоваренные заводы, маслобойни, кожевенные, кишочно-очистительные, хлопкоочистительные и лесопильные заводы.

## Наука и образование
Из местного бюджета значительная часть средств направлялась на просвещение. В течение 5 месяцев, с ноября 1924 года до марта 1925 года, на просвещение было потрачено 761 989 рублей, что составило 31,61 % из общих трат. В 1924—1925 гг. в Кара-Киргизской автономной области было 349 школ первой ступени, 5 детских домов. Кроме этого, функционировало 148 ликбезов, 60 клубов, библиотека, красный дом. В 1924—1925 гг. в городе Ош открылся техникум по подготовке нужных для переработки хлопка и народному хозяйству специалистов, в Пишпеке — техникум, готовящий специалистов по выращиванию полевых растений и фруктов, в Караколе — техникум по направлению животноводство и кооперации.

### Документы
- Тексты по теме Постановление Оргбюро ЦК РКП(б) от 4 июня 1924 г. «О национальном размежевании среднеазиатских республик» в Викитеке
- Тексты по теме Постановление Политбюро ЦК РКП(б) от 12 июня 1924 г. «О национальном размежевании среднеазиатских республик» в Викитеке
- Тексты по теме Декрет Президиума ВЦИК от 25 мая 1925 г. «О переименовании Кара-Киргизской автономной области» в Викитеке
- Тексты по теме Постановление ВЦИК от 14 октября 1924 г. «О реорганизации Туркестанской автономной советской социалистической республики» в Викитеке

### Книги
- Кара-Киргизская автономная область : [арх. 15 июня 2022] // Канцелярия конфискации — Киргизы. — М. : Большая российская энциклопедия, 2009. — С. 71. — (Большая российская энциклопедия : [в 35 т.] / гл. ред. Ю. С. Осипов ; 2004—2017, т. 13). — ISBN 978-5-85270-344-6.
- Киргизская автономная область : [арх. 18 марта 2022] // Канцелярия конфискации — Киргизы. — М. : Большая российская энциклопедия, 2009. — С. 771. — (Большая российская энциклопедия : [в 35 т.] / гл. ред. Ю. С. Осипов ; 2004—2017, т. 13). — ISBN 978-5-85270-344-6.
- ЦК РКП(б)—ВКП(б) и национальный вопрос. Кн. 1. 1918—1933 гг.. — РОССПЭН, 2005. — С. 784. — ISBN 5-8243-0637-0.
- Постановления II сессии Всероссийского Центрального Исполнительного Комитета XI созыва. — Москва: Издание ВЦИК, 1924. — С. 206. — 2500 экз.
- Справочник по Кара-Киргизской Автономной Области РСФСР на 1925 год. — Аулиеата: Типография Отдела Местного Хозяйства, 1925. — С. 75.
- Петр Кокайсл, Амирбек Усманов. История Кыргызстана глазами очевидцев (начало XX века). — Прага: Nostalgie, 2012. — С. 280. — ISBN 978-80-905365-5-5.
- Облисполком КАО. Образование Киргизской Автономной ССР. — Фрунзе: Облисполком КАО, 1927. — С. 50.
- Сулькевич С.И. Административно-политическое строение Союза ССР. — Ленинград: Государственное издательство, 1926. — С. 300. — 15 000 экз.
- Собрание узаконений и распоряжений Рабочего и Крестьянского Правительства РСФСР. I отдел.. — Москва: Народный комиссариат юстиций, 1925.
- Материалы по районированию Киргизской Республики. Т. 1. Восточная и Западная Киргизия: (общая часть и описание округов). — Оренбург: Киргиз. гос изд-во, 1925. — 145 с.

### Статьи
- Тайлакова С.Дж. Кара-Киргизская автономная область — основа конституционного формирования кыргызской государственности // Известие ВУЗов : научная статья. — Кыргызстан, 2014. — № 10. — С. 125—126.
- Рыскулов Т.А. Представительство Кара-Киргизской автономной области в Москве при президиуме ЦИК РСФСР в 1924 — 1927 гг. // Новая наука: современное состояние и пути развития : научная статья. — Уфа: Агентство международных исследований, 2015. — № 3. — С. 56—59.
- Жумагазиева Н.М. Особенности развития советской государственности в Кыргызстане // Вестник Барнаульского юридического института МВД России : научная статья. — Барнаул: БЮИ МВД РФ, 2013. — № 1 (24). — С. 20—24.
- Тиханова Е.В. Районирование Средней Азии: экономическая целесообразность // Известия Уральского государственного университета : научная статья. — Екатеринбург: УФУ им. первого первого Президента России Б.Н. Ельцина, 2011. — № 4 (96). — С. 151—164.
- Карыева А.К. Просветители и создание автономной области кыргызов // Проблемы современной науки и образования : научная статья. — Иваново: Олимп, 2017. — № 12 (94). — С. 43—47.
- Сыргакова З.А. Исторические аспекту и развитие инвестиций в Кыргызстане // Таврический научный обозреватель : научная статья. — Ялта: Межрегиональный институт развития территорий, 2016. — № 2 (7). — С. 91—96.
- Мамбеталиев У.З. О столице Кара-Киргизской автономной области в 1924 г. // Известия НАК КР : научная статья. — Бишкек: Илим, 2015. — № 3. — С. 96—100.
- Мамбеталиев У.З. Деятельность государственных органов по районированию в период образования ККАО (ноябрь – декабрь 1924 г.) // Вопросы истории Кыргызстана : научная статья. — Бишкек: ИИиКУ НАН КР, 2013. — № 1—2. — С. 41—51. — ISSN 1694-5700.
- Мамбеталиев У.З. Экономические аспекты районирования Кара-Кыргызской автономной области (ноябрь 1924 г.) // Экономика : научная статья. — Бишкек: ИЭ им. академика Дж.Алышбаева НАН КР, 2013b. — № 2 (16). — С. 58—63. — ISSN 1694-6103.
- Арабаев А.А. Национально-государственное размежевание республик Средней Азии и правовые основы образования советской автономии кыргызского народа // Учёные записки Академии экономики и права : научная статья. — Алматы, 2011. — № 1 (20). — С. 6—13.